# Сергиево (Юхновский район)
Сергиево (Сергиевское, ранее Черменское) — деревня в Юхновском районе Калужской области России. Входит в состав сельского поселения «Деревня Погореловка». Ранее входила в состав Медынского уезда.

## География
Расположена на левобережье реки Угра в 18 км от Юхнова, на границе территории национального парка «Угра».

## История
Поселение известно с начала XVIII века, когда она называлось Череменское. Являлось вотчиной А. Г. Товаркова, затем принадлежало Львовым и Чернышовым. В 1711 году стольник В. Е. Чернышов построил деревянную церковь в честь Сергия Радонежского, по которой село и получило своё новое название. В материалах Генерального межевания за 1782 год указывается, что село лежит по обе стороны безымянного оврага с двумя прудами, в нём имеется деревянная церковь Николая Чудотворца и деревянный господский дом с плодовым садом.
В начале XIX века усадьбу приобретает семья Карабьиных (Коробьиных) (коллежский советник Павел Васильевич, поручик Дмитрий Павлович и его жена Софья Сергеевна). Новыми хозяевами Сергиевского строится каменная церковь, освящённая в 1809 году в честь Святой Живоначальной Троицы. В 1830—1840-х годах Сергиевское по наследству переходит братьям Николаю и Павлу Дмитриевичу Карабьиным. Братья получили две усадьбы, Павел — отцовскую, а Николай — располагавшуюся в юго-западной части села. На 1850 год площадь территории усадьбы П. Д. Карабьина составляла 8 десятин. Есть упоминания 1860 года, что в Сергиевском имеется рига, молотильня и хлебный сарай.
В 1877 году имение покупает коллежский регистратор Сергей Васильевич Можаров, который строит в усадьбе новый главный дом. В конце XIX — начале XX века была построена церковно-приходская школа. Также на территории усадьбы имелся пейзажный парк с каскадом прудов. До 1917 года усадьбой владели наследники Можарова.
На начало XXI века от усадьбы сохранились Троицкая церковь, школа, террасные пруды и остатки парка. От плодового сада остались находящиеся за зданиями церкви и школы ближе к Угре обсаженные липами прямоугольные участки плодовых деревьев.

### Храм
Сохранившийся каменный храм в честь Святой Живоначальной Троицы построен в 1809 году П. В. Карабьиным (согласно другому источнику в 1807 его сыном Дмитрием Павловичем). В храме имелось два тёплых придела с престолами во имя Св. Апостолов Петра и Павла и преподобного Сергия.
Церковь относится к памятникам зрелого классицизма. Здание выстроено из кирпича и имеет трёхчастную продольно-осевую композицию. Основной объём занимает двухсветный четверик, увенчанный ротондой. План трапезной почти квадратный, колокольня имеет три яруса. Размеры здания 30×13 м. На начало XXI верка церковь заброшена и не используется.
Возле церкви сохранились остатки разорённого кладбища с разбитыми надгробиями, на нём захоронены П. В. Карабьин (1749—1823), его жена Е. И. Карабьина (урожд. Загряжская, 1750—1825), полковник князь П. Т. Можайский (1790—1838).

## Население
| 2002 | 2010 |
| ---- | ---- |
| 13   | ↘7   |